# هوکس بلاف (آلاباما)
هوکس بلاف (به انگلیسی: Hokes Bluff) شهری در شهرستان اتوا ایالت آلاباما است که مساحت آن ۳۱٫۳۶ کیلومتر مربع است و در سرشماری سال ۲۰۱۰ میلادی، ۴٬۲۸۶ نفر جمعیت داشته و تراکم جمعیتی آن، ۱۳۶٫۶۷ نفر در هر کیلومتر مربع بوده است.